# IAR 95
O IAR 95 Spey foi um projeto romeno para um caça supersônico para implementar a Força Aérea Romena. O projeto foi iniciado no final dos anos de 1970 e cancelado em 1981. Brevemente foi re-iniciado novamente, e definitivamente cancelado em 1988 devido a falta de fundos antes que um protótipo pudesse ser construído. Contudo apenas uma maquete em escala foi construída.
A Romênia considerou uma associação com a Iugoslávia, mas não conseguiram apoio pois o país já estava desenvolvendo o seu próprio caça supersônico, o SOKO Novi Avion.